# UK (バンド)
U.K.（ユー・ケー）は、イングランド出身のプログレッシブ・ロック・バンド。
1977年、パンクムーブメントが勃興して既存の音楽が終息する中、当時の実力派プレイヤーが集結して、バンド名そのままにブリティッシュ・ロックの最後を飾る大物として結成された。スタジオ・アルバム2作、ライヴ・アルバム1作を残して1980年解散。比較的短命に終わったが、そのコンセプトは次代のスーパーグループ『エイジア』へと受け継がれた。

## 概要・略歴

### スーパーグループ結成 - 解散（1977年 - 1980年）
1974年に解散したキング・クリムゾンのジョン・ウェットン（ボーカル、ベース）とビル・ブルーフォード（ドラム）が、キング・クリムゾンのようなインプロビゼーション主体のロックを再びプレイしようと話をしたことに端を発する。
1976年、ウェットンとブルーフォードはエマーソン・レイク・アンド・パーマー（ELP）の音楽を発展させてアメリカ市場を開拓しようと思い立って、元イエスのリック・ウェイクマンを誘ってキーボード・トリオの編成を試みた。しかしレコード会社やマネージメントの問題が生じて、リハーサルが数週間行なわれた時点で試みは挫折した。
1977年、ウェットンが元ロキシー・ミュージックのエディ・ジョブソン（キーボード、ヴァイオリン）を勧誘。キーボード・トリオのリハーサルの途中でギタリストの必要を感じたので、元ソフト・マシーンのアラン・ホールズワース（ギター）を迎え、4人編成として始動した（第1期）。
1978年、ファースト・アルバム『U.K. (憂国の四士)』を発表。続いて行なわれたツアーでは新曲も披露されたが、メンバーの音楽性の不一致がいかんともしがたくなり、ホールズワースが解雇され、ブルーフォードも脱退。ジョブソンとウェットンは、フランク・ザッパと活動していたテリー・ボジオを後任のドラマーに迎えて、キーボード・トリオとして再始動した（第2期）。
1979年、セカンド・アルバム『デンジャー・マネー』を発表。同年5月に「デンジャー・マネー・ツアー」で来日して東京、大阪、名古屋で全5公演を開催。同年、日本公演のライブ・アルバム『ナイト・アフター・ナイト (ライヴ・イン・ジャパン)』を発表。徐々にジョブソン色が強くなっていき、ウェットンとジョブソンの方向性に違いが生まれ、翌1980年のツアー後に解散した。ウェットンのインタビューによると「日本での異様な人気で、エディが有頂天になってしまい手がつけられない状態になっていた」。

### 解散後の動向（1980年 - 2010年）
ウェットンは1981年にジェフ・ダウンズ、スティーヴ・ハウ、カール・パーマーとポップ性の強いスーパーグループ「エイジア」を結成。ジョブソンはソロ活動。ボジオはフランク・ザッパ時代の同僚らと「ミッシング・パーソンズ」を結成した。
1995年、ジョブソンとウェットンがU.K.を再結成するというニュースが広まり、ドラマーにカール・パーマーが決定したとの情報がインターネットで流れた。ウェットンは直ぐに根拠のないデマだと否定した。
1996年からジョブソンとウェットンで録音を開始。ブルーフォード全面参加、ロバート・フリップ参加、ブルガリア女声合唱団をフィーチャー予定云々と報じられたが、ジョブソンがCM音楽製作を優先させたことによって生じた作業の遅れと2人の仲違いが原因で、制作は空中分解状態に陥った。この時の音源の一部はウェットンのベース、ボーカルが差し替えられて、ジョブソンのソロ・プロジェクトとも称されるThe Bulgarian Women's Choir Angelite名義のアルバム"Voices Of Life"（2000年）に収録された。
2007年、U.K.を受け継ぐバンド「UKZ」がジョブソンを中心にして結成された。元キング・クリムゾンのトレイ・ガン、アレックス・マカチェクを含んだ5人編成だった。
2009年6月、UKZの来日公演が行われ、ジョブソンにとって30年ぶりの来日が実現した。11月、ジョブソンが新たに結成したU-Zプロジェクトのポーランドでのライブにおいて、ウェットンとの共演が実現した。U.K.とキング・クリムゾンの曲も演奏された。

### 再始動 - バンドの終焉（2011年 - 2017年）
2011年、ジョブソンとウェットンを中心に、正式な再結成を果たす。4月、2度のアメリカでの公演の後、U.K.名義の2度目の来日公演。1979年5月以来の32年ぶりの公演で、東日本大震災の影響などで開催が危ぶまれたが、メンバーの思いもあって実現した。4月15日、16日、18日（追加公演）（全3公演が開催）、神奈川県川崎市川崎区のCLUB CITTA'に於いて、「CLUB CITTA' PRESENTS UK Reunion Japan Tour 2011」を開催した。
2012年5月にジョブソン、ウェットン、ボジオの第2期メンバーでアメリカ巡業を行った。5月後半のヨーロッパ巡業にはボジオは参加せず、ドラムにゲイリー・ハズバンド、ギターにマカチェクを再度入れた4人編成で公演している。6月14日から21日まで「Night After Night 2012」と銘打ち、ジョブソン、ウェットン、ボジオの編成で日本公演を行った。
2013年11月8日、CLUB CITTA'において、「CLUB CITTA' PRESENTS  U.K. Special Live 2013」が催された。招聘元はCLUB CITTA'。（「U.K.」名義のスタジオ録音で発売した2枚のアルバム収録楽曲を、収録曲順に忠実に再現したライブ。「U.K.」名義では4度目の来日公演）
2014年4月、船上でのプログレ・ライブ・フェスティバル「Cruise to the Edge」に出演。ドラムはヴァージル・ドナティだった。
2015年、ファイナル・ツアーを開催し、4月に来日公演も行った。この年をもって再度の活動停止。
2017年、オリジナル・メンバーのウェットン、ホールズワースが死去。ジョブソンは様々な要因を理由にライブ活動からの引退を表明。バンドは消滅した。

## 音楽性
U.K.の結成時の音楽シーンはパンクやニュー・ウェイヴといったジャンルが主流だった。1960年代-1970年代のプログレッシブ・ロック的な雰囲気を多く残して演奏技術を前面に押し出す、という彼等の作風は日本やヨーロッパでは歓迎されたが、母国イギリスや最大の音楽市場であるアメリカでは、時代遅れと捉えられがちで売り上げにはつながらなかった。
ファースト・アルバムでは、ブルーフォードやホールズワースのジャズ・ロック的要素、ウェットンのハードロック的要素、ジョブソンのシンセサイザーやエレクトリック・ヴァイオリンを駆使したインストゥルメンタル的要素が互いに絡み合い、ジャズとロックの要素がほぼ均等に導入された楽曲とアレンジを聴くことができる。2009年、UKZ来日とあわせて、ジョブソンによるリマスター版CDがリリースされた。
セカンド・アルバムでは、ファースト・アルバムにブルーフォードとホールズワースがもたらしたインプロビゼーションの要素は後退し、ウェットンが当初考えていたELPの音楽を発展させたような音楽が作り上げられた。キース・エマーソンの演奏を思い起こさせるオルガンなどの伝統的要素を活かしつつも、シーケンサーやモダンなハーモニーを積極的に取り入れて同時代的な個性を築いた。

## 歴代メンバー
- ジョン・ウェットン (John Wetton) – ボーカル、ベース (1977年–1980年、2011年–2015年) ※2017年死去

元(ファミリー、キング・クリムゾン、ユーライア・ヒープ)
- エディ・ジョブソン (Eddie Jobson) – キーボード、エレクトリック・ヴァイオリン (1977年–1980年、2011年–2015年)

元(カーヴド・エア、ロキシー・ミュージック、フランク・ザッパ・バンド)
- アラン・ホールズワース (Allan Holdsworth) – ギター (1977年–1978年) ※2017年死去

元(ニュークリアス、ソフト・マシーン、テンペスト、ゴング)
- ビル・ブルーフォード (Bill Bruford) – ドラム (1977年–1978年)

元(イエス、キング・クリムゾン)
- テリー・ボジオ (Terry Bozzio) – ドラム (1978年–1980年、2012年、2013年)

元(フランク・ザッパ・バンド)

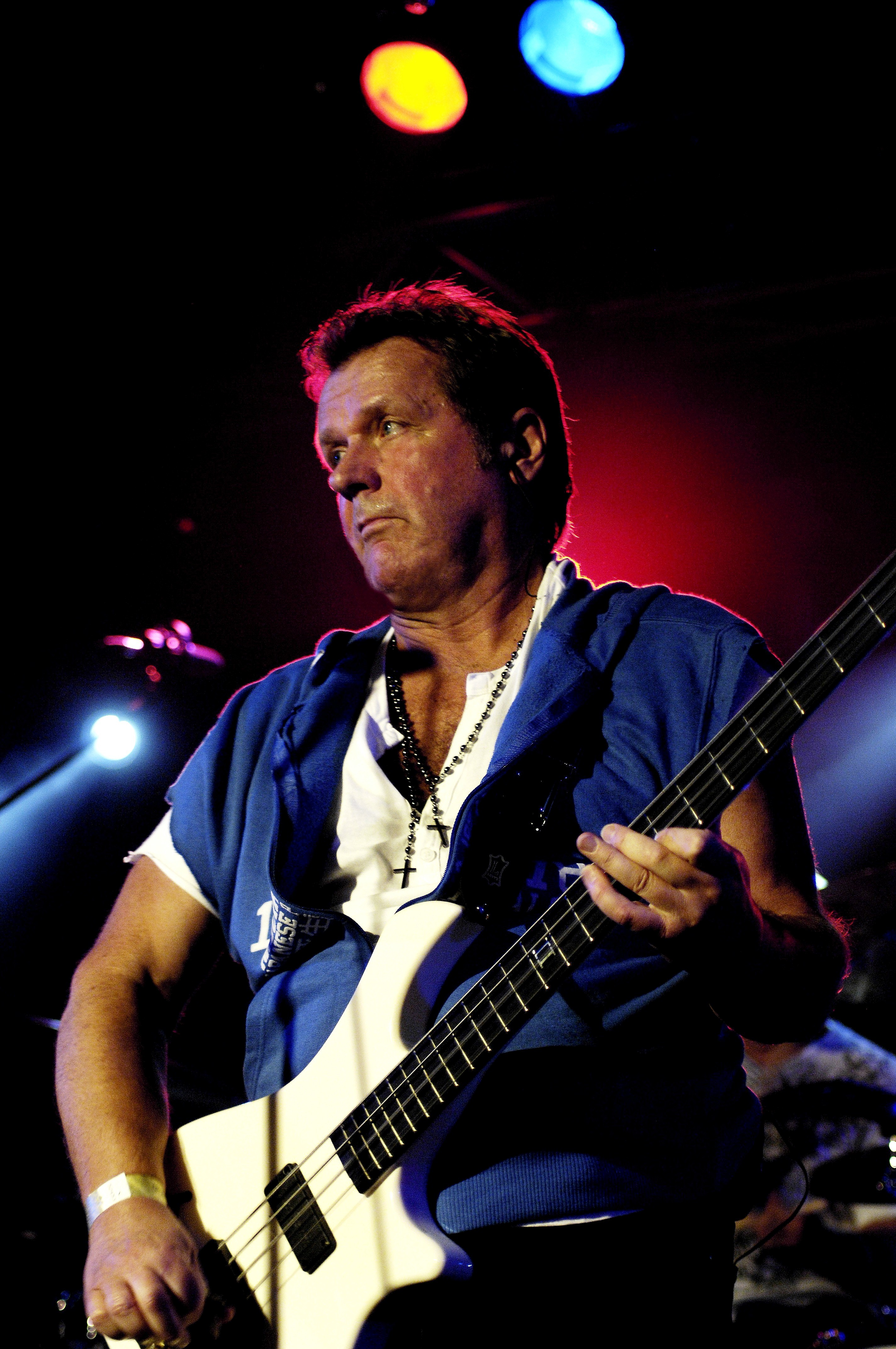
ジョン・ウェットン(Vo/B) 2000年代
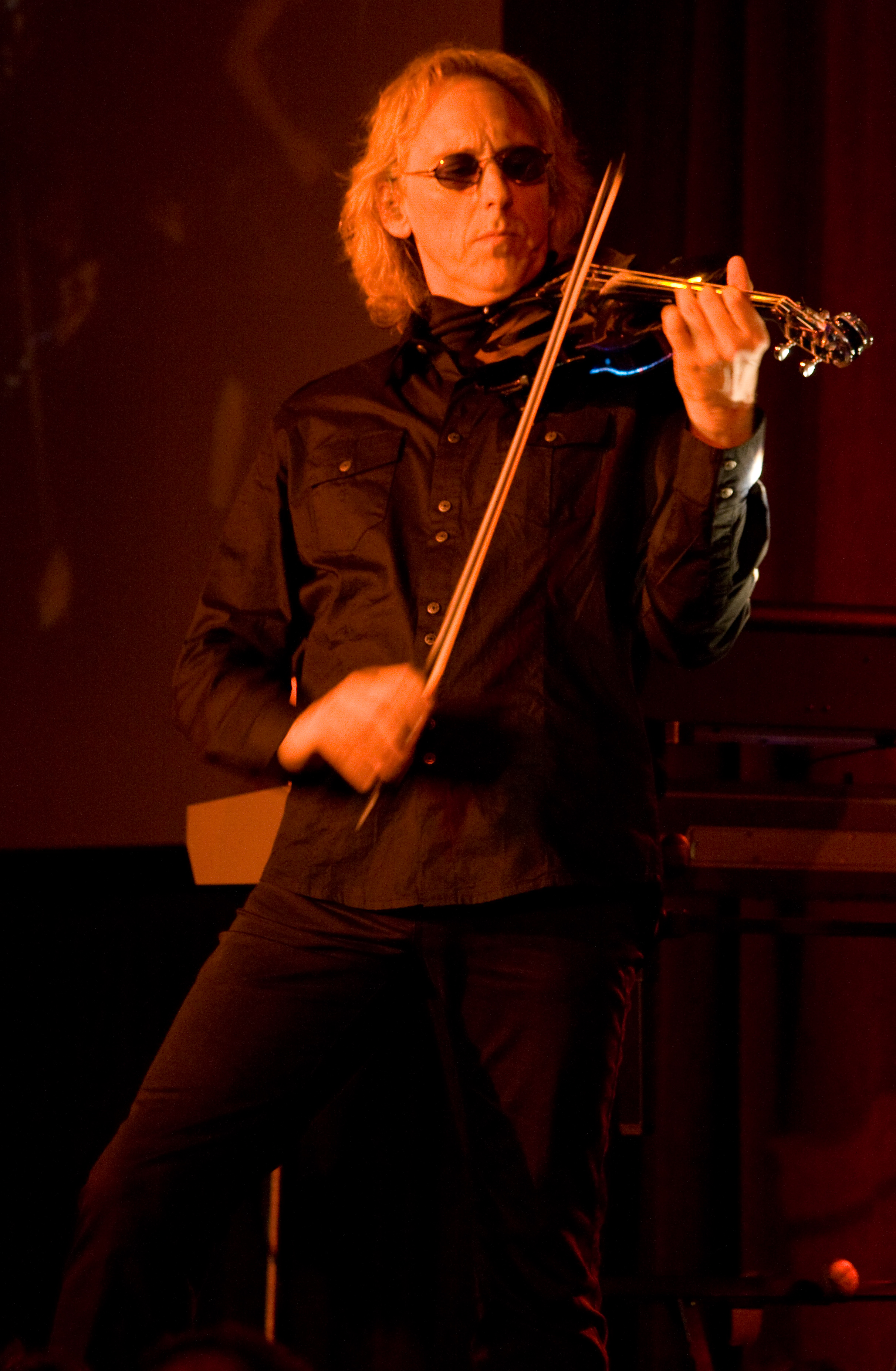
エディ・ジョブソン(Key) 2009年

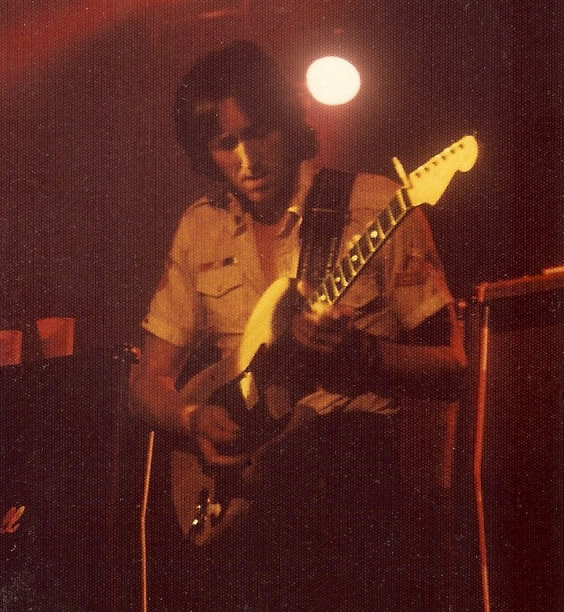
アラン・ホールズワース(G) 1977年
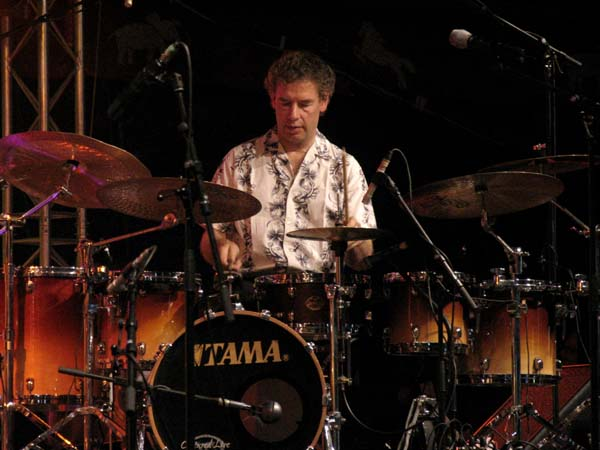
ビル・ブルーフォード(Dr) 2004年
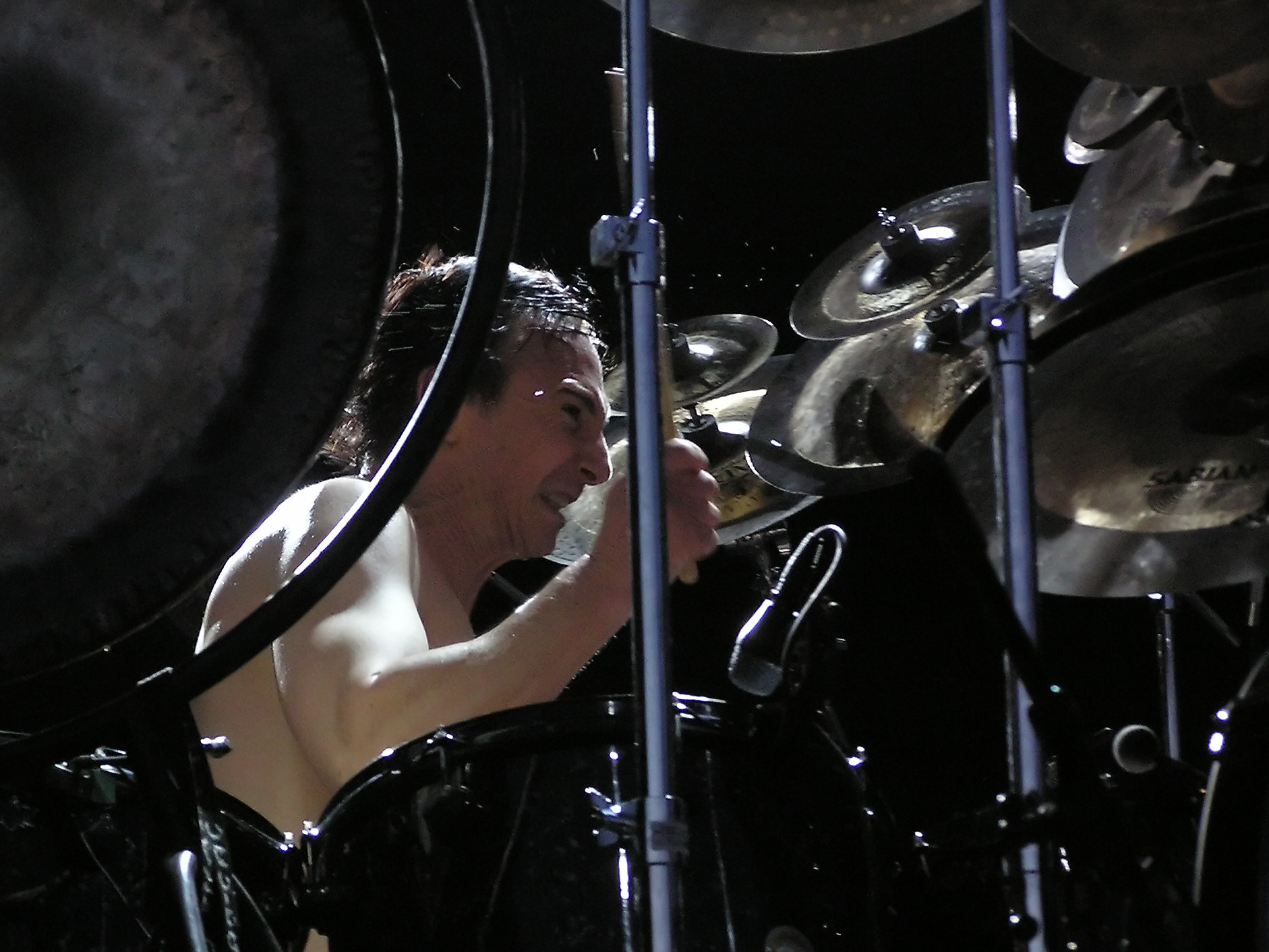
テリー・ボジオ(Dr) 2005年

サポート
- アレックス・マカチェク (Alex Machacek) – ギター (2011年、2012年–2015年)
- マルコ・ミンネマン (Marco Minnemann) – ドラム (2011年、2013年)
- ゲイリー・ハズバンド (Gary Husband) – ドラム (2012年)
- ヴァージル・ドナティ (Virgil Donati) – ドラム (2013年、2014年)
- マイク・マンジーニ (Mike Mangini) – ドラム (2015年)

## ラインナップの変遷

### オリジナル期
Wakeman, Wetton & Bruford 1976年
- リック・ウェイクマン (Rick Wakeman) - キーボード
- ジョン・ウェットン (John Wetton) - ボーカル、ベース
- ビル・ブルーフォード (Bill Bruford) - ドラム、パーカッション

6週間リハーサルを行い「Beelzebub」「Back To The Beginning」等の曲を演奏。
しかしマネージメント等の問題で崩壊。ウェイクマンが当時に所属していたレコード会社 A&M が「このバンドはウェイクマンのバンドである」ということで売り出そうとしていた事が原因だと伝えられている。
上記の2曲はブルーフォードのソロ・アルバム『フィールズ・グッド・トゥ・ミー』で再演された。
第1期 1977年 - 1978年
- ジョン・ウェットン (John Wetton) - ボーカル、ベース、ムーグ・ペダル・ベース
- ビル・ブルーフォード (Bill Bruford) - ドラム、パーカッション
- エディ・ジョブソン (Eddie Jobson) - オルガン、CP-80、CS-80、ミニムーグ、エレクトリック・ヴァイオリン、バック・ボーカル
- アラン・ホールズワース (Allan Holdsworth) - ギター、バック・ボーカル

ウェットン、ビル・ブルーフォード、ジョブソンの3人でリハーサルを続けるがギターの必要性を感じ、ブルーフォードのソロ・アルバムに参加していたホールズワースを迎えて活動を開始。1stアルバム『U.K. (憂国の四士)』録音。
ツアーでは新曲「Caesar's Palace Blues」「The Only Thing She Needs」「Carrying No Cross」「Forever Until Sunday」「Sahara Of Snow」も演奏する。最後の2曲はインストゥルメンタル曲。この頃のライブ録音は、後年、『Concert Classics Vol.4』として（権利関係の手続きを経ずに）リリースされてすぐに廃盤となり、その後に正式にリリースされている。
ツアー後、第2期U.K.とブルーフォードに分裂。新曲「Forever Until Sunday」「Sahara Of Snow」はブルーフォードのファースト・アルバム『ワン・オヴ・ア・カインド』に収録されている。
第2期 1978年 - 1980年
- ジョン・ウェットン (John Wetton) - ボーカル、ベース、ムーグ・ペダル・ベース、ギター
- エディ・ジョブソン (Eddie Jobson) - オルガン、CP-80、Prophet 5、ミニムーグ、ピアノ、エレクトリック・ヴァイオリン、バック・ボーカル
- テリー・ボジオ (Terry Bozzio) - ドラム、パーカッション、バック・ボーカル

2ndアルバム『デンジャー・マネー』録音。
1979年、来日公演（デンジャー・マネー・ツアー）メンバー。招聘元は音楽舎。東京・代々木の日本青年館でのライブを録音し、ライブ・アルバム『ナイト・アフター・ナイト (ライヴ・イン・ジャパン)』を制作。
公演開始直前に主催者側から「この公演がライブ・レコーディングされて世界で発売される」との旨の説明が会場内にアナウンスされ、「U.K.! U.K.!」というコールを観客にしてもらい録音し、この声援をアルバム最後に重ねたほか、レコード制作に伴い、後でベースやオルガンなどの演奏をスタジオで新規に録音し、日本公演で収録したライブ音源と混ぜてミキシングしており、純粋なライブドキュメントとはいえない。ツアー中に作った新曲2曲(「Night After Night」「As Long As You Want Me Here」)を収録している。その後のアメリカ/カナダツアー中、(ヴァイオリニストとしての)ジョブソン色の強い新曲を2曲披露。バンドはジョブソン独裁体制へシフトしていき、ウェットンとの相性が悪くなり解散へ至る。

### 派生期
第3期 1996年 - 1998年？
- エディ・ジョブソン (Eddie Jobson) - キーボード、ヴァイオリン、ボーカル
- ジョン・ウェットン (John Wetton) - ボーカル、ベース

+
- ビル・ブルーフォード (Bill Bruford) - ドラム、パーカッション
- ロバート・フリップ (Robert Fripp) - ギター
- フランシス・ダナリー (Francis Dunnery) - アコースティックギター
- トニー・レヴィン (Tony Levin) - スティック
- ブルガリア女声合唱団

3rdアルバム『Legacy』を途中まで録音、結局空中分解状態となり未発表。
UKZ 2007年 - 2009年
- エディ・ジョブソン (Eddie Jobson) - キーボード、エレクトリック・ヴァイオリン
- アーラン・リパート (Aaran Lippert) - ボーカル
- トレイ・ガン (Trey Gunn) - ウォー・ギター
- アレックス・マカチェク (Alex Machacek) - ギター
- マルコ・ミンネマン (Marco Minnemann) - ドラム

4曲入りEP「Radiation」録音。2009年6月来日公演を行った。
Eddie Jobson & The Ultimate Zero Project 2009年8月
- エディ・ジョブソン (Eddie Jobson) - キーボード、エレクトリック・ヴァイオリン
- トレイ・ガン (Trey Gunn) - ウォー・ギター
- グレッグ・ハウ (Greg Howe) - ギター
- マルコ・ミンネマン (Marco Minnemann) - ドラム
- サイモン・フィリップス (Simon Phillios) - ドラム

ライブでジョブソンのソロ曲、U.K.、キング・クリムゾン、マハヴィシュヌ・オーケストラのインスト曲等を演奏。
Eddie Jobson's U-Z Project 2009年11月
- エディ・ジョブソン (Eddie Jobson) - キーボード、エレクトリック・ヴァイオリン
- ジョン・ウェットン (John Wetton) - ボーカル、ベース
- トニー・レヴィン (Tony Levin) - スティック
- グレッグ・ハウ (Greg Howe) - ギター
- マルコ・ミンネマン (Marco Minnemann) - ドラム

ライブでUK、キング・クリムゾンの曲等を演奏。
Eddie Jobson's U-Z Project 2009年11月
- エディ・ジョブソン (Eddie Jobson) - キーボード、エレクトリック・ヴァイオリン
- グレッグ・ハウ (Greg Howe) - ギター
- リック・フィエラブラッチ (Ric Fierabracci) - ベース
- マルコ・ミンネマン (Marco Minnemann) - ドラム

ライブでUK、キング・クリムゾンの曲等を演奏。
Eddie Jobson's U-Z Project 2010年10月
- エディ・ジョブソン (Eddie Jobson) - キーボード、エレクトリック・ヴァイオリン
- ビリー・シーン (Billy Sheehan) - ベース
- マーク・ボニーラ (Marc Bonilla) - ボーカル、ギター
- TJヘルメリッチ (TJ Helmerich) - ボーカル、ギター
- マルコ・ミンネマン (Marco Minnemann) - ドラム
- マイク・マンジーニ (Mike Mangini) - ドラム

2008年に初来日公演を行った。

### 再結成期
第4期 2011年(再結成第1期)
- エディ・ジョブソン (Eddie Jobson) - キーボード、エレクトリック・ヴァイオリン
- ジョン・ウェットン (John Wetton) - ボーカル、ベース
- アレックス・マカチェク (Alex Machacek) - ギター
- マルコ・ミンネマン (Marco Minnemann) - ドラム

32年ぶりにUKとしての来日公演を行った。
第5期 (再結成第2期) 2012年5月
- ジョン・ウェットン (John Wetton) - ボーカル、ベース
- エディ・ジョブソン (Eddie Jobson) - キーボード、エレクトリック・ヴァイオリン
- テリー・ボジオ (Terry Bozzio) - ドラム、パーカッション

5月にアメリカ巡業を行った。
第5期 (再結成第3期) 2012年5月
- ジョン・ウェットン (John Wetton) - ボーカル、ベース
- エディ・ジョブソン (Eddie Jobson) - キーボード、エレクトリック・ヴァイオリン
- アレックス・マカチェク (Alex Machacek) - ギター
- ゲイリー・ハズバンド (Gary Husband) - ドラム

2012年5月後半のヨーロッパ巡業を行った。
第5期 (再結成第4期) 2013年3月
- ジョン・ウェットン (John Wetton) - ボーカル、ベース
- エディ・ジョブソン (Eddie Jobson) - キーボード、エレクトリック・ヴァイオリン
- テリー・ボジオ (Terry Bozzio) - ドラム、パーカッション
- アレックス・マカチェク (Alex Machacek) - ギター

3月末に船上でのイベント「Cruise to the Edge」に出演した。
第5期 (再結成第5期) 2013年4月
- ジョン・ウェットン (John Wetton) - ボーカル、ベース
- エディ・ジョブソン (Eddie Jobson) - キーボード、エレクトリック・ヴァイオリン
- ヴァージル・ドナティ (Virgil Donati) - ドラム、パーカッション
- アレックス・マカチェク (Alex Machacek) - ギター

2014年4月に船上でのイベント「Cruise to the Edge 2014」に出演した。
第5期ファイナル 2015年
- エディ・ジョブソン (Eddie Jobson) – キーボード、エレクトリック・ヴァイオリン
- ジョン・ウェットン (John Wetton) – ボーカル、ベース
- アレックス・マカチェク (Alex Machacek) – ギター
- マイク・マンジーニ (Mike Mangini) – ドラム、パーカッション

## ディスコグラフィ

### スタジオ・アルバム
- 『U.K. (憂国の四士)』 - U.K. (1978年 第1期)
- 『デンジャー・マネー』 - Danger Money (1979年 第2期)

### ライブ・アルバム
- 『ナイト・アフター・ナイト (ライヴ・イン・ジャパン)』 - Night After Night (1979年 第2期)

1979年5月の来日公演を収録。スタジオ・アルバムに収録されていない曲が2曲収録されている。（ライブ音源収録後、レコード制作に伴い、後にキーボードやバイオリン等のオーバー・ダビング（再録音し編集する）をしている）
- 『U.K.ライヴ・イン・ボストン』 - Concert Classics, Vol. 4 (1999年 第1期)

1978年7月のアメリカ、ボストン公演を収録。のちに『デンジャー・マネー』に収録される"Caesar's Palace Blues"、"The Only Thing She Needs"、"Carrying No Cross"も演奏している。
- 『リユニオン - ライヴ・イン・トーキョー』 - Reunion – Live in Tokyo (2013年) ※2011年のライブ音源
- 『エディ・ジョブソン - U.K.特別公演『憂国の四士』『デンジャー・マネー』完全再現ライヴ カーテン・コール』 - Curtain Call (2015年) ※2013年のライブ音源

### シングル
- "In The Dead Of Night" / "Mental Medication" (1978年 第1期)
- "Nothing To Lose" / "In The Dead Of Night" (1979年 第2期)
- "Rendezvous 6:02" / "In The Dead Of Night" (1979年 第2期)
- "Night After Night (Live)" / "When Will You Realize?" (1979年 第2期)

### ボックス・セット
- 『アルティメット・コレクターズ・エディション』 - Ultimate Collector's Edition（2016年）

スタジオ・アルバムのリマスターCDや96kHz/24bit収録のBlu-rayオーディオ、『ナイト・アフター・ナイト (ライヴ・イン・ジャパン)』の完全版、1978年 - 1979年のコンサート完全音源などを収録した14CD＋4Blu-rayのボックスセット。

### その他の関連アルバム
- ビル・ブルーフォード: 『フィールズ・グッド・トゥ・ミー』 - Feels Good to Me (1977年)

Wakeman, Wetton & Bruford のリハーサル時に演奏していた「Beelzebub」「Back To The Beginning」を再演している。
- ブルーフォード: 『ワン・オヴ・ア・カインド』 - One of a Kind (1979年)

第1期でのライブ・レパートリー「Forever Until Sunday」「The Sahara Of Snow」を再演している（「Forever Until Sunday」ではノークレジットだがジョブソンがヴァイオリンを演奏している）
- ジョン・ウェットン: 『コート・イン・ザ・クロスファイアー』 - Caught in the Crossfire (1980年)

第2期でのシングル曲「When Will You Realize?」を再演している。
- エディ・ジョブソン&ズィンク: 『ザ・グリーン・アルバム』 - The Green Album (1983年)

ジョブソンのソロ・プロジェクト。第2期での欧州ツアーでも演奏されていた「Nostalgia」「Walking From Pastel」を収録。
- The Bulgarian Women's Choir Angelite: Voices Of Life (2000年)

第3期で録音途中だったアルバム『Legacy』の音源の一部が使用されている。
- U-Zプロジェクト: 『アルティメット・ゼロ・ツアー - ライヴ』 - Ultimate Zero Tour - Live (2010年)

2009年のライブから「Alaska」「Presto Vivace」「In The Dead Of Night」「Caesar's Palace Blues」「The Sahara Of Snow PtII」「Carrying No Cross」「The Only Thing She Needs」「Nevermore」を収録。

## 来日公演
- 1979年 「Danger Money・Tour」　招聘元：音楽舎
  - 来日メンバー：ジョン・ウェットン(John Wetton)/Vocals, Bass guitar、エディ・ジョブソン(Eddie Jobson)/Organs, Synthesizer, Violin、テリー・ボジオ(Terry Bozzio)/Drums, Percussion
    - 5月29日（火） 東京・中野サンプラザホール
    - 5月30日（水） 東京・中野サンプラザホール
    - 5月31日（木） 大阪・厚生年金会館大ホール
    - 6月1日（金） 名古屋・愛知県勤労会館大ホール
    - 6月4日（月） 東京・日本青年館大ホール

- 2011年 「CLUB CITTA' PRESENTS UK Reunion Japan Tour 2011」　招聘元：CLUB CITTA'
  - 来日メンバー：ジョン・ウェットン(John Wetton)/Vocals, Bass guitar、エディ・ジョブソン(Eddie Jobson)/Organs, Synthesizer, Violin、アレックス・マカチェク(AlexMachacek)/Guitar、マルコ・ミンネマン(Marco Minnemann)/drums
    - 4月15日（金） 神奈川県川崎市・CLUB CITTA'
    - 4月16日（土） 神奈川県川崎市・CLUB CITTA'
    - 4月18日（月） 神奈川県川崎市・CLUB CITTA'（追加公演）

- 2012年 「CLUB CITTA' PRESENTS UK 2012 NIGHT AFTER NIGHT」　招聘元：CLUB CITTA'
  - 来日メンバー：ジョン・ウェットン(John Wetton)/Vocals, Bass guitar、エディ・ジョブソン(Eddie Jobson)/Organs, Synthesizer, Violin、テリー・ボジオ(Terry Bozzio)/Drums, Percussion
    - 6月14日（木） 神奈川県川崎市・CLUB CITTA'
    - 6月15日（金） 神奈川県川崎市・CLUB CITTA'
    - 6月16日（土） 神奈川県川崎市・CLUB CITTA'
    - 6月17日（日） 神奈川県川崎市・CLUB CITTA'
    - 6月19日（火） 大阪府大阪市・なんばHatch
    - 6月21日（木） 神奈川県川崎市・CLUB CITTA'（追加公演）

- 2013年 「CLUB CITTA' PRESENTS U.K. Special Live 2013」　招聘元：CLUB CITTA'
  - 来日メンバー：ジョン・ウェットン(John Wetton)/Vocals, Bass guitar、エディ・ジョブソン(Eddie Jobson)/Organs, Synthesizer, Violin、アレックス・マカチェク(AlexMachacek)/Guitar、マルコ・ミンネマン(Marco Minnemann)/drums
    - 11月8日（金） 神奈川県川崎市・CLUB CITTA'

- 2015年 「U.K. 2015 Final World Tour」
  - 来日メンバー：ジョン・ウェットン(John Wetton)/Vocals, Bass guitar、エディ・ジョブソン(Eddie Jobson)/Organs, Synthesizer, Violin、アレックス・マカチェク(AlexMachacek)/Guitar、マイク・マンジーニ(Mike Mangini)/drums
    - 4月27日（月） 大阪府大阪市・なんばHatch
    - 4月30日（木） 東京都中野区・中野サンプラザホール